# Woronoff
Woronoff is een van oorsprong Russisch geslacht, waarvan sinds 1968 leden tot de Belgische adel behoren.

## Geschiedenis
De bewezen stamreeks begint met Alexandre Woronoff (†1824), militair, wiens zoon Grigori in 1798 werd geboren, eerste vermelding van een telg uit dit geslacht. Een nazaat, Georges Woronoff (1867-1930), kolonel in de keizerlijke garde, vluchtte na de Russische Revolutie naar België. Een zoon van de laatste, André Woronoff (1913-2002), werd opgenomen in de erfelijke Belgische adel in 1968 op basis van het gegeven dat zijn voorgeslacht in Sint-Petersburg tot de adel werd gerekend; hij en zijn nageslacht kregen de titels van jonkheer/jonkvrouw.
In 2019 waren er nog veertien mannelijke telgen in leven, de laatste geboren in 2019.

## Enkele telgen
Jhr. dr. André Woronoff (1913-2002), opgenomen in de Belgische adel (1968). Hij trouwde (1946) met Marie-Thérèse Jooris (1915-2006), luitenant IAA (Inlichtings- en Actie Agent) dochter van Dominique Jooris en Marie-Madeleine de Crombrugghe de Looringhe (1880-1962)
- Jhr. ir. Georges Woronoff (1948), ingenieur, chef de famille, trouwde in 1975 met barones Armelle de Broqueville (1950), achterkleindochter van graaf Charles de Broqueville
  - Jhr. Alexandre Woronoff (1976), vermoedelijke opvolger als chef de famille
- Jhr. Emmanuel Woronoff (1952), jurist; trouwde in 1977 met jkvr. Elisabeth le Hodey (1952), dochter van senator jhr. dr. Philippe le Hodey (1914-1966)

### Adellijke allianties
Jooris (1946), De Broqueville (1975), Le Hodey (1977), De Pierpont (1980), Christyn de Ribaucourt (2005), De Behault (2008), Begasse de Dhaem (2009), Waucquez (2021)